# کوکسبورگ (پنسیلوانیا)
کوکسبورگ (به انگلیسی: Cooksburg) یک منطقهٔ مسکونی در ایالات متحده آمریکا است که در پنسیلوانیا واقع شده‌است. کوکسبورگ ۳۶۴٫۸۵ متر بالاتر از سطح دریا قرار دارد.